# Ане Дуден
Ане Дуден (на немски: Anne Duden) е германска писателка и преводачка, автор на поезия и проза.

## Биография
Ане Дуден е родена през 1942 г. в Олденбург, но до 1944 г. живее в Берлин, а после в Илзенбург, северен Харц.
През 1953 г. семейството ѝ се преселва във Федерална република Германия.
Ане Дуден полага матура в Олденбург и работи като книжар в Берлин. От 1964 г. следва германистика, социология и философия в Свободния университет в Берлин.
През 1972 г. става сътрудничка на издателство „Вагенбах“, а на следващата година преминава към създаденото с нейно съдействие издателство „Ротбух“.
От 1978 г. Дуден живее в Лондон и Берлин като писателка на свободна практика. През 1987 г. е гост-професор по литературознание в университета на Хамбург, през 1995/96 г. изнася лекции по поетика в университета на Падерборн, а през 1996/97 г. – в Цюрихския университет.
Ане Дуден е член на Немската академия за език и литература в Дармщат, на немския ПЕН клуб и е член-кореспондент на Академията на науките и литературата в Майнц

## Творчество
Ане Дуден е автор на поезия и проза, в които постоянно се описват екстремни преживявания като насилие, болка, страх, отчаяние и страдание от съществуването. При това си служи с хладен описателен метод, но също и със своенравен тежък език, изпълнен с множество неологизми.

## Награди и отличия
- 1986: „Кранихщайнска литературна награда“
- 1987: „Награда Николас Борн“
- 1992: Märkisches Stipendium für Literatur
- 1995: Floriana Literaturpreis
- 1996: „Награда на ЛитераТур Норд“
- 1996: „Марбургска литературна награда“
- 1996: „Награда Дедалус“
- 1998: „Берлинска литературна награда“
- 1999: Hans-Reimer-Preis der Aby Warburg Stiftung
- 1999: „Награда Николас Борн“
- 1999/2000: Stipendium des Internationalen Künstlerhauses Villa Concordia in Bamberg
- 2000: „Голяма литературна награда на Баварската академия за изящни изкуства“
- 2003: „Награда Хайнрих Бьол“